# PTPSピワ
PTPSピワ（Pilskie Towarzystwo Piłki Siatkowej Piła）は、ポーランド・ピワを本拠地とする女子バレーボールクラブ。1993年に創設。

## 主な成績
ポーランドリーグ
- 優勝：1998-99, 1999-2000, 2000-01, 2001-02

 ポーランドカップ
- 優勝：1999-2000, 2001-02, 2002-03, 2007-08

 ポーランド・スーパーカップ
- 優勝：2008

## 歴代所属選手
- カタジナ・スコブロニスカ
- エレオノーラ・ジェキェビッチ
- マリア・リクトラス
- マリオラ・ゼニク
- アニエスカ・ベドナレク
- ミレナ・ロスネル
- カタジナ・スコルパ
- クラウディア・カチョロフスカ
- ティヤナ・マレセビッチ